# Lowcostcosplay
Anucha Saengchart (în thailandeză อนุชา แสงชาติ; n. 5 noiembrie 1989, Chiang Mai, Thailanda), poreclit Cha (în thailandeză ชา), cunoscut online drept Lowcostcosplay sau Lonelyman, este o personalitate online thailandeză și cosplayer cunoscut pentru costumele sale ieftine pe care le confecționează din articole de uz casnic.

## Biografie
Anucha s-a născut la 5 noiembrie 1989 în Chiang Mai. După absolvirea studiilor medii, a lucrat ca ospătar în Chiang Mai. A frecventat o facultate, dar a abandonat studiile la scurt timp. Ulterior s-a mutat la Bangkok și a lucrat ca îngrijitor de bătrâni. Într-o tură de noapte, a postat o fotografie în care purta pe spate o cârpă roșie, parodiindu-l pe Leonidas din filmul 300 - Eroii de la Termopile. Surprins de răspunsul pozitiv, el a continuat să practice cosplay cu materiale banale, utilizate creativ.
Anucha a creat pagina de Facebook „Lowcost Cosplay” în decembrie 2013. A început să posteze fotografii în care apărea cu articole de zi cu zi, cum ar fi ingrediente de gătit, țesături și ustensile, și se machia cras.
Anucha este specializat în cosplay de anime și manga. El a interpretat personaje din francize precum Jojo's Bizarre Adventure, Dragon Ball și Animal Crossing Către noiembrie 2022 avea peste opt milioane de urmăritori pe Instagram și Facebook.